# Waldstadion (Áustria)
TGW Arena (Waldstadion) é um estádio de futebol localizado em Pasching, Áustria. É a casa do time SV Pasching. Construído em 1990, possui capacidade para receber 7,870 pessoas.